# دالة حقيقية المستقر
تسمى f دالة ذات قيم حقيقية أو اقترانا حقيقيًا (بالإنجليزية: Real-valued function)‏ إذا كان مجالها ومداها مجموعتين جزئيتين من مجموعة الأعداد الحقيقية {\displaystyle \mathbb {R} }.

## أنواع الاقترانات
- الاقتران الخطي.
- الاقتران التربيعي.
- الاقتران الكسري.
- الاقتران المتشعب.
- اقتران أكبر عدد صحيح.
- الاقتران العكسي.
- اقتران القيمة المطلقة.

## الاقتران الخطي
- صورته العامة : ax + b, حيث x ∈ لمجموعة الأعداد الحقيقية و a ≠ صفر.
- مجاله : ح(مجموعة الأعداد الحقيقية)

- مداه : ح(مجموعة الأعداد الحقيقية)

مثال : f(x)= 2x + 2

## الدالة التربيعية
الصورة العامة لدالة تربيعية هي {\displaystyle ax^{2}+bx+c}.
- إذا كانت a أكبر قطعا من الصفر، يكون منحنى الدالة مفتوحا نحو الأعلى (انظر إلى دالة محدبة). يبقى مجاله (ح), أما مداه  = [f(-b/2a), ∞)
- إذا كانت a أصغر قطعا من الصفر، يكون منحنى الدالة مفتوحا نحو الأسفل (انظر إلى دالة مقعرة). يبقى مجاله (ح), أما مداه  = (-∞ , f(-ب/2أ)]

مثال :
f(x)= 2x2 + x - 3

## الاقتران المتشعب
- هو الاقتران المعرف بأكثر من قاعدة .
- مجاله= (ح) .
- مداه= يختلف تبعا للشروط الموضوعة .

بديل

مثال :
f(x) = { -x , x ≤ 3
{ 2 , x> 3

## دالة الجزء الصحيح
الاقتران f الذي يقترن به كل عدد حقيقي x بأكبر عدد صحيح أقل من أو يساوي x, يسمى دالة الجزء الصحيح. يرمز له بالرمز [x].

f(x)= n فإن x ≥ n و x> n + 1 .
أمثلة :
- [1] = 1
- [1.9]= 1
- [-1.5]= -2
- [-2.5]= -3

## الاقتران العكسي
- تتم عملية تبديل في هذا الاقتران بين عناصر المجال والمدى في نفس الاقتران، بحيث يصبح المجال مدى والمدى مجال .
- ق−1 تعني الاقتران العكسي

أمثلة : ق(س)= س + 1
| المجال (س) | المدى (ص) |
| ---------- | --------- |
| 2          | 3         |
| 3          | 4         |

- ق1- (3) = 2
- ق−1 ( 4) = 3